# Linda Jo Rizzo
Linda Jo Rizzo (New York, 1º aprile 1955) è una cantante statunitense.

## Biografia
Laureata in scienze dell'alimentazione, ha iniziato la carriera come modella, e durante una trasferta in Italia si è avvicinata alla musica, facendo da corista a vari artisti tra cui Adriano Celentano, Umberto Tozzi e La Bionda. Rientrata negli Stati Uniti ha abbandonato la musica, fino all'incontro con il produttore Bobby Orlando, che dopo un provino l'ha immediatamente messa sotto contratto.
Inizialmente destinata a fare da frontwoman per un gruppo femminile chiamato Waterfront Home, tra il 1983 e il 1984 è stata membro delle Flirts, con cui ha registrato l'album Born to Flirt e affrontato lunghe tournée negli Stati Uniti e in Europa. Interessata a intraprendere una carriera solista, ha rotto il contratto con Orlando e si è trasferita in Germania, dove si è legata al cantante e produttore Fancy. Ha avuto il suo esordio da solista con il singolo Fly Me High, pubblicato dalla EMI, mentre il vero successo è arrivato con il singolo successivo, You're My First, You're My Last, che ha anche sancito il suo esordio come autrice di testi, e con i susseguenti Heartflash (Tonight), Perfect Love, e Keep Trying. A partire dagli anni '90 si è dedicata maggiormente ad eventi live, spesso in coppia con Fancy.

## Discografia

### Album
- 1989: Passion
- 1999: Best Of Linda Jo Rizzo
- 2012: Day of the Light
- 2015: Fly Me High

### Singoli
- 1985: Fly Me High / Welcome to Cairo
- 1986: You're My First You're My Last / I've Got the Night
- 1986: Heartflash (Tonight) / Just One Word
- 1987: Perfect Love / No Lies
- 1988: Passion / Hey Joe
- 1989: Keep Trying / Listen to the D.J.
- 1991: Quando Quando
- 1993: Passion / Just the Way You Like It
- 1994: Meet the Flintstones (Stone-Age feat. Linda Jo)
- 2012: Heartflash, Passion & You're My First, You're My Last 2012
- 2013: Day of the Light
- 2013: Out of the Shadows (TQ & Linda Jo Rizzo)
- 2017: I Want You Tonight (Linda Jo Rizzo & Tom Hooker)